# ريتشارد باند
ريتشارد باند (بالإنجليزية: Richard Band)‏ هو موسيقي ومنتج أفلام وملحن أمريكي، ولد في 28 ديسمبر 1953 في لوس أنجلوس في الولايات المتحدة.

## وصلات خارجية
- ريتشارد باند على موقع IMDb (الإنجليزية)
- ريتشارد باند على موقع ألو سيني (الفرنسية)
- ريتشارد باند على موقع ميوزك برينز (الإنجليزية)
- ريتشارد باند على موقع قاعدة بيانات الأفلام السويدية (السويدية)
- ريتشارد باند على موقع ديسكوغز (الإنجليزية)
- ريتشارد باند على موقع قاعدة بيانات الفيلم (الإنجليزية)
- ريتشارد باند على موقع كينوبويسك (الروسية)